# (984) Gretia
(984) Gretia est un astéroïde de la ceinture principale, découvert le 27 août 1922 par l'astronome allemand Karl Reinmuth. Sa désignation provisoire était 1922 MH.
Sa distance minimale d'intersection de l'orbite terrestre est de 1,263020 ua. 
(984) Gretia est un astéroïde de type A, donc riche (> 80 %) en olivine, au moins en ce qui concerne les roches de sa surface.